# Viola nephrophylla
Viola nephrophylla Greene – gatunek roślin z rodziny fiołkowatych (Violaceae). Występuje naturalnie w Ameryce Północnej.

## Rozmieszczenie geograficzne
Rośnie naturalnie w Ameryce Północnej. Został zaobserwowany w Kanadzie (w prowincjach Alberta, Kolumbia Brytyjska, Manitoba, Nowy Brunszwik, Nowa Fundlandia i Labrador, Nowa Szkocja, Ontario, Quebec, Saskatchewan i Wyspa Księcia Edwarda, a także na terytoriach Północno-Zachodnich, Nunavut i Jukon), Stanach Zjednoczonych (w Arizonie, Arkansas, Kalifornii, Kolorado, Connecticut, Idaho, Illinois, Iowa, Kansas, Maine, Massachusetts, Michigan, Minnesocie, Montanie, Nebrasce, Nevadzie, New Hampshire, Nowym Meksyku, stanie Nowy Jork, Dakocie Północnej, Ohio, Oregonie, Pensylwanii, Dakocie Południowej, Teksasie, Utah, Vermoncie, stanie Waszyngton, Wirginii Zachodniej, Wisconsin i Wyoming) oraz północnym Meksyku.

## Morfologia
PokrójBylina dorastająca do 5–15 cm wysokości, tworzy kłącza.
LiścieBlaszka liściowa ma owalny lub nerkowaty kształt. Mierzy 1–7 cm długości oraz 1–7 cm szerokości, jest karbowana lub piłkowana na brzegu, ma sercowatą nasadę i ostry lub tępy wierzchołek. Ogonek liściowy jest nagi i ma 2–25 cm długości. Przylistki są lancetowate.
KwiatyPojedyncze, wyrastające z kątów pędów. Mają działki kielicha o owalnym kształcie. Płatki są odwrotnie jajowate, mają purpurową barwę oraz 5–10 mm długości, dolny płatek jest odwrotnie jajowaty, mierzy 10–28 mm długości, posiada obłą ostrogę o długości 2–3 mm.
OwoceTorebki mierzące 5–10 mm długości, o jajowatym kształcie.
Gatunki podobneRoślina jest podobna do gatunku V. cucullata, który różni się krótkimi, maczugowatymi włoskami na bocznych płatkach.

## Biologia i ekologia
Rośnie na brzegach cieków wodnych, w rowach i na terenach bagnistych. Występuje na wysokości od 100 do 3000 m n.p.m. Kwitnie od maja do czerwca.